# صبار نجمي عجيب
صبار نجمي عجيب (الاسم العلمي:Astrophytum mirum) هو نوع من النباتات يتبع جنس الصبار النجمي من الفصيلة الصبارية.